# Incarnate Word Cardinals

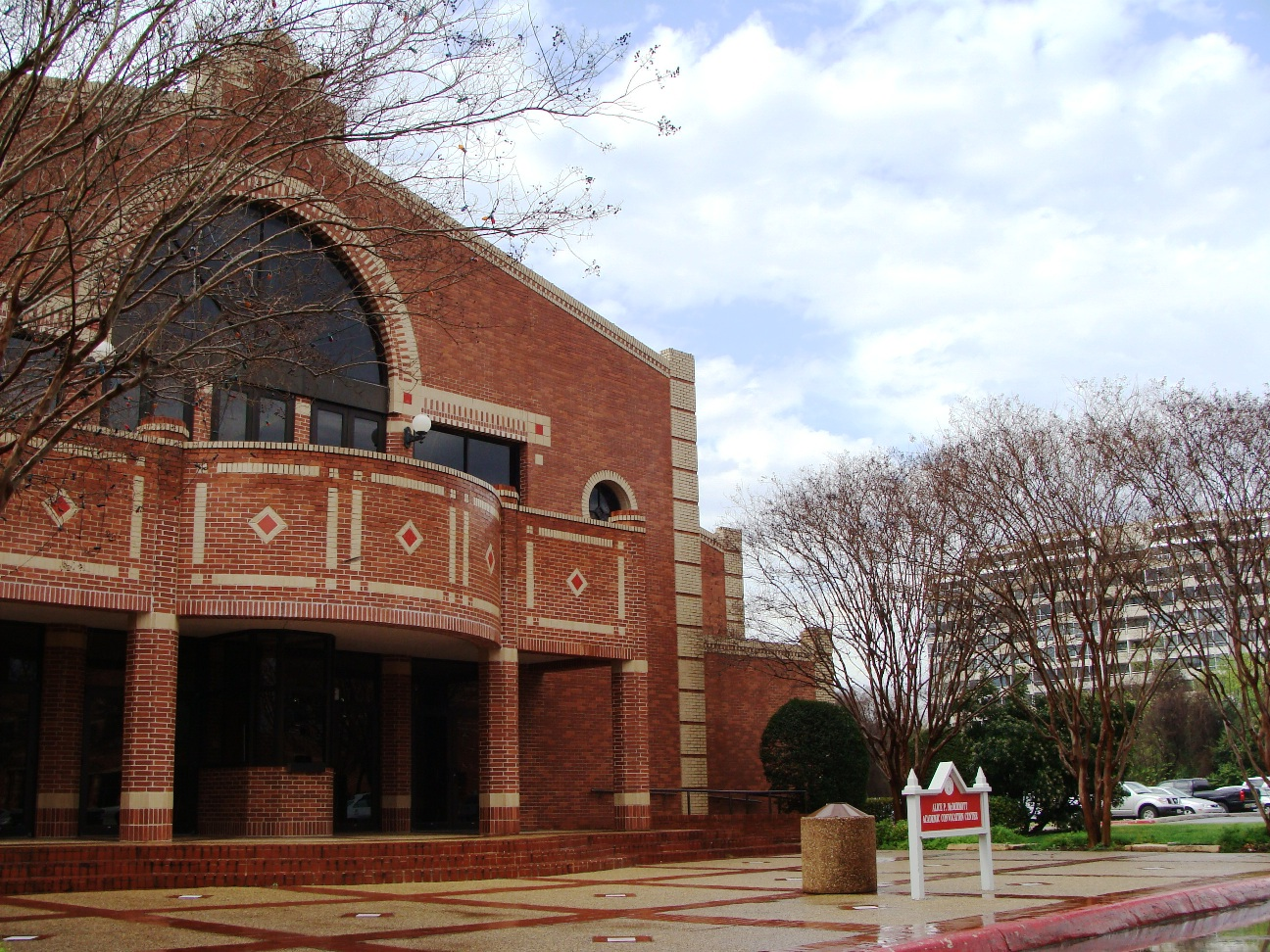
McDermott Center.

Incarnate Word Cardinals (español: los Cardenales del Verbo Encarnado) es el nombre de los equipos deportivos de la Universidad del Verbo Encarnado, situada en San Antonio, Texas. Los equipos de los Cardinals participan en las competiciones universitarias organizadas por la NCAA, y forman parte de la Southland Conference desde 2013.

## Programa deportivo
Los Cardinals compiten en 10 deportes masculinos y en 11 femeninos:
| - Masculino - Béisbol - Baloncesto - Cross - Esgrima - Fútbol americano - Golf - Fútbol - Natación - Tenis - Atletismo | - Femenino - Baloncesto - Cross - Esgrima - Golf - Voleibol - Atletismo - Fútbol - Softball - Tenis - Natación - Natación artística |

## Instalaciones deportivas
- Alice P. McDermott Convocation Center es el pabellón donde disputan sus partidos los equipos de baloncesto y voleibol. Tiene una capacidad para 2.000 espectadores, y fue inaugurado en 1989.[1]
- Gayle and Tom Benson Stadium, es el estadio donde disputa sus encuentros el equipo de fútbol americano y los equipos de fútbol. Fue inaugurado en 2008, y tras la ampliación de la grada norte en 2010 tiene una capacidad para 6.000 espectadores. Su nombre se debe a Tom Benson, propietario de los New Orleans Saints y los New Orleans Pelicans, y su esposa Gayle, aficionados de los Cardinals.[2]